# 小野寺五典
小野寺 五典（おのでら いつのり、1960年〈昭和35年〉5月5日 - ）は、日本の政治家。自由民主党所属の衆議院議員（9期）、自由民主党政務調査会長（第63代）、自由民主党宮城県連会長。
外務大臣政務官（第3次小泉内閣）、外務副大臣（第1次安倍改造内閣・福田康夫内閣）、防衛大臣（第12代・第17代・第18代）、衆議院沖縄及び北方問題に関する特別委員長、衆議院情報監視審査会長、衆議院予算委員長、自由民主党政務調査会長代理を歴任した。
気仙沼市長を務めた小野寺信雄は義父。

## 来歴
宮城県気仙沼市生まれ。宮城県気仙沼高等学校、東京水産大学水産学部海洋環境工学科卒業。1983年に宮城県庁に入庁し水産資源の仕事に携わる。
1990年に宮城県庁を退職して松下政経塾に11期生として入塾する。1993年に東京大学大学院法学政治学研究科修士課程を修了。東北福祉大学専任講師を経て1996年に同大助教授に昇格。
1997年、衆議院宮城6区で補欠選挙が行われ、小野寺は自由民主党公認で立候補して初当選。しかし、選挙区内の有権者へ線香セットを配布した行為が公職選挙法で禁止される「寄付行為」に該当するとして、仙台地方検察庁に書類送検されて2000年に衆議院議員を辞職し、略式命令による罰金40万円の有罪判決を受けて公民権が3年間停止された。ジョンズ・ホプキンス大学高等国際問題研究所客員研究員を経て、学校法人増子学園理事長と東北福祉大学特任教授を務めた。
2003年、第43回衆議院議員総選挙に自民党公認で宮城6区から再び立候補し、民主党前職の大石正光、社会民主党前職の菅野哲雄を破り、当選した。2005年の第44回衆議院議員総選挙では、社会民主党公認の菅野哲雄を宮城6区で破り、 3選（菅野も比例復活当選）。選挙後に発足した第3次小泉内閣で外務大臣政務官に任命された。2007年、第1次安倍改造内閣で外務副大臣に任命され、福田康夫内閣でも再任された。
2009年第45回衆議院議員総選挙で、宮城6区で社民党の菅野哲雄を比例復活させずに4回目の当選となる。この総選挙は自民党が大敗し、宮城県内の6選挙区で小野寺だけが議席を獲得し、選挙後に自由民主党宮城県連会長に選出された。同年の2009年自由民主党総裁選挙では一時立候補に向けた準備を行ったものの、中堅・若手の票の分裂を懸念し、最終的には立候補を断念した。総裁選で自身が所属する宏池会の谷垣禎一ではなく、麻生派の河野太郎に投票した。翌年10月に設置された自由民主党シャドウ・キャビネットで「影の外務大臣」、及び党外交部会長に起用される。
2011年3月11日に発生した東日本大震災で、小野寺の選出選挙区である宮城6区も津波の被害を受け、小野寺の実家や自宅も全壊した。

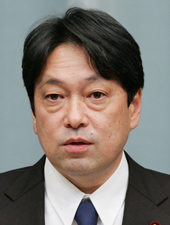
2012年、入閣時の記者会見にて

2012年、衆議院沖縄及び北方問題に関する特別委員長に就任する。同年12月の第46回衆議院議員総選挙で、民主党元職の鎌田さゆりに7万票超の大差をつけて5回目の当選となる。外交関係のポストを多く務め、「外交族」として知られていたが、選挙後に発足した第2次安倍内閣で防衛大臣に任命されて初入閣した。第2次安倍改造内閣の発足により退任して自由民主党政務調査会長代理に就任する。2014年の第47回衆議院議員総選挙で、宮城6区で再び民主党の鎌田さゆりを破り、6回目の当選となる。
2017年8月3日、第3次安倍第3次改造内閣で再び防衛大臣に起用された。防衛大臣は稲田朋美の辞任後に外務大臣の岸田文雄が兼務していたが、「日報隠蔽問題」などで揺れる防衛省を立て直すため防衛大臣経験者の起用が検討され、小野寺が選ばれた。同年の第48回衆議院議員総選挙で大勝して7回目の当選となる。2018年10月2日の第4次安倍改造内閣発足により大臣を退任、自民党の安全保障調査会長、及び防衛大綱を議論するワーキングチームの座長を務める。こうして防衛関係のポストを多く歴任したことで、今日では防衛族（国防族）議員としても知られるようになっている。
2021年10月31日の第49回衆議院議員総選挙においても大差で8選。
2023年10月20日、衆議院予算委員長に就任した。
2024年9月12日、自民党総裁選挙が告示され、旧岸田派からは林芳正と上川陽子の2人が立候補した。投票日前日の9月26日22時半頃、産経新聞は、麻生太郎が1回目の投票から高市早苗を支援するよう自派閥の議員に指示を出したとスクープした。9月27日朝、岸田文雄首相は高市が決選投票に残る可能性が高いと踏み、「決選は高市氏以外、党員票が多い方に投じてほしい」と旧岸田派のメンバーに一気に指示を下ろした。高市は1回目の議員投票では、報道各社の事前調査での30～40票を大きく上回る72票を獲得した。党員数と合わせた得票数は1位だったが、決選投票で石破茂に敗れた。小野寺は1回目の投票では林に投じ、決選投票では石破に投じた。
同年9月30日、自民党政務調査会長に就任した。
2024年10月27日の第50回衆議院議員総選挙においても大差で9選。

## ギャラリー

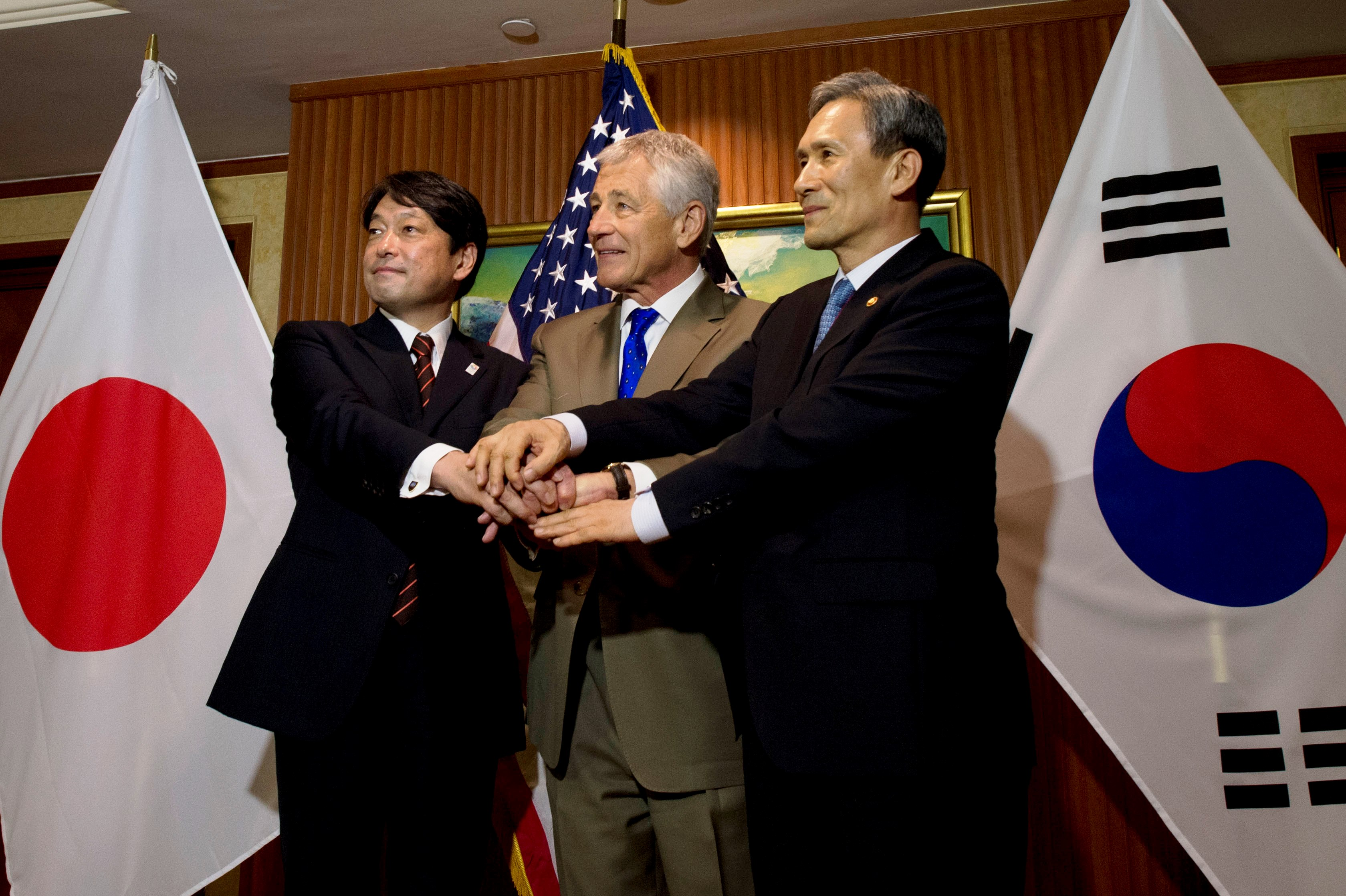
左から小野寺防衛大臣、米国のチャック・ヘーゲル国防長官、韓国の金寛鎮国防部長官（2013年6月1日）
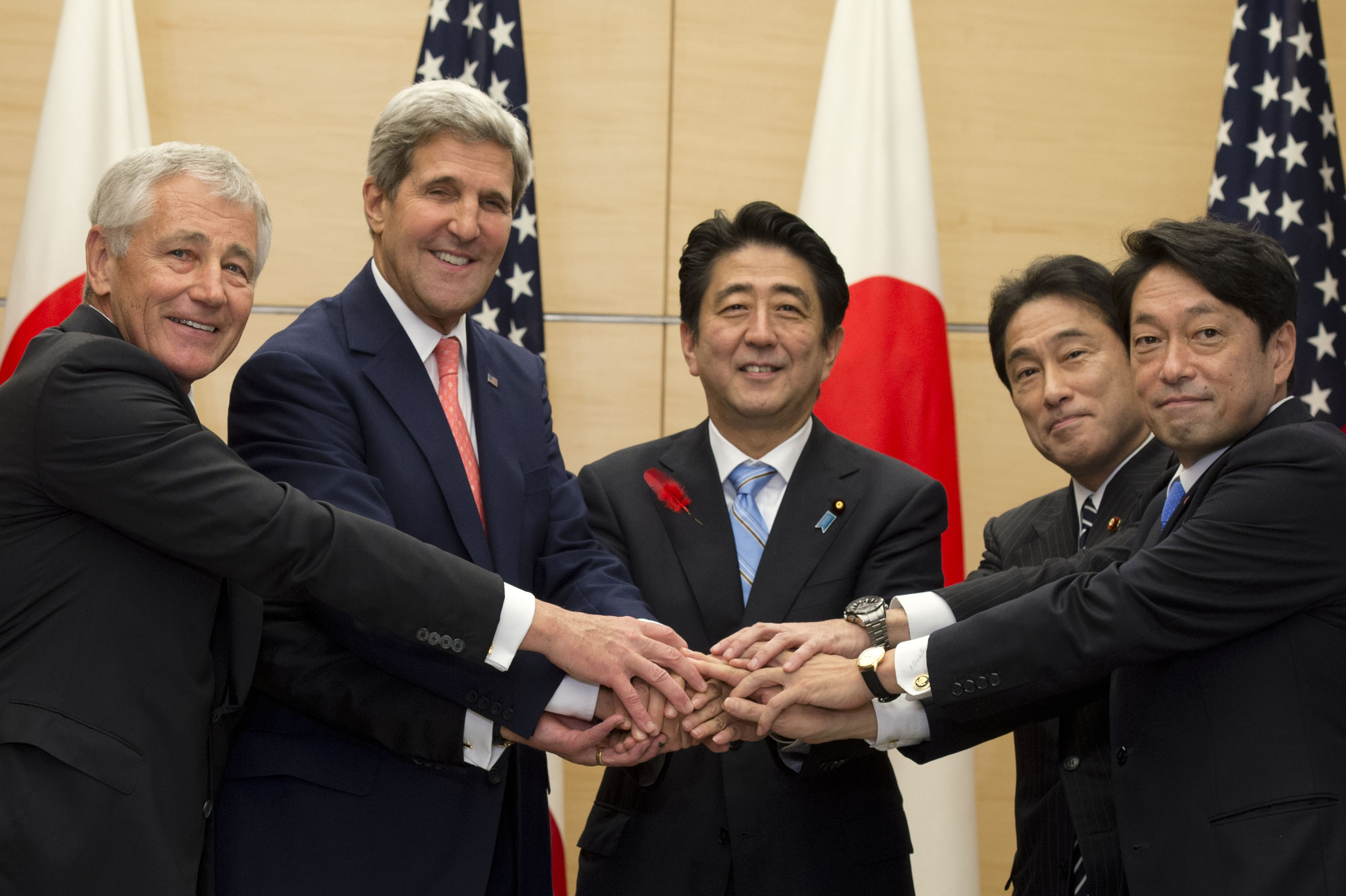
左から米国のヘーゲル国防長官、ジョン・フォーブズ・ケリー国務長官、安倍晋三首相、岸田文雄外相、小野寺防衛大臣、東京で行われた日米安全保障協議委員会(日米2+2)で（2013年10月3日）
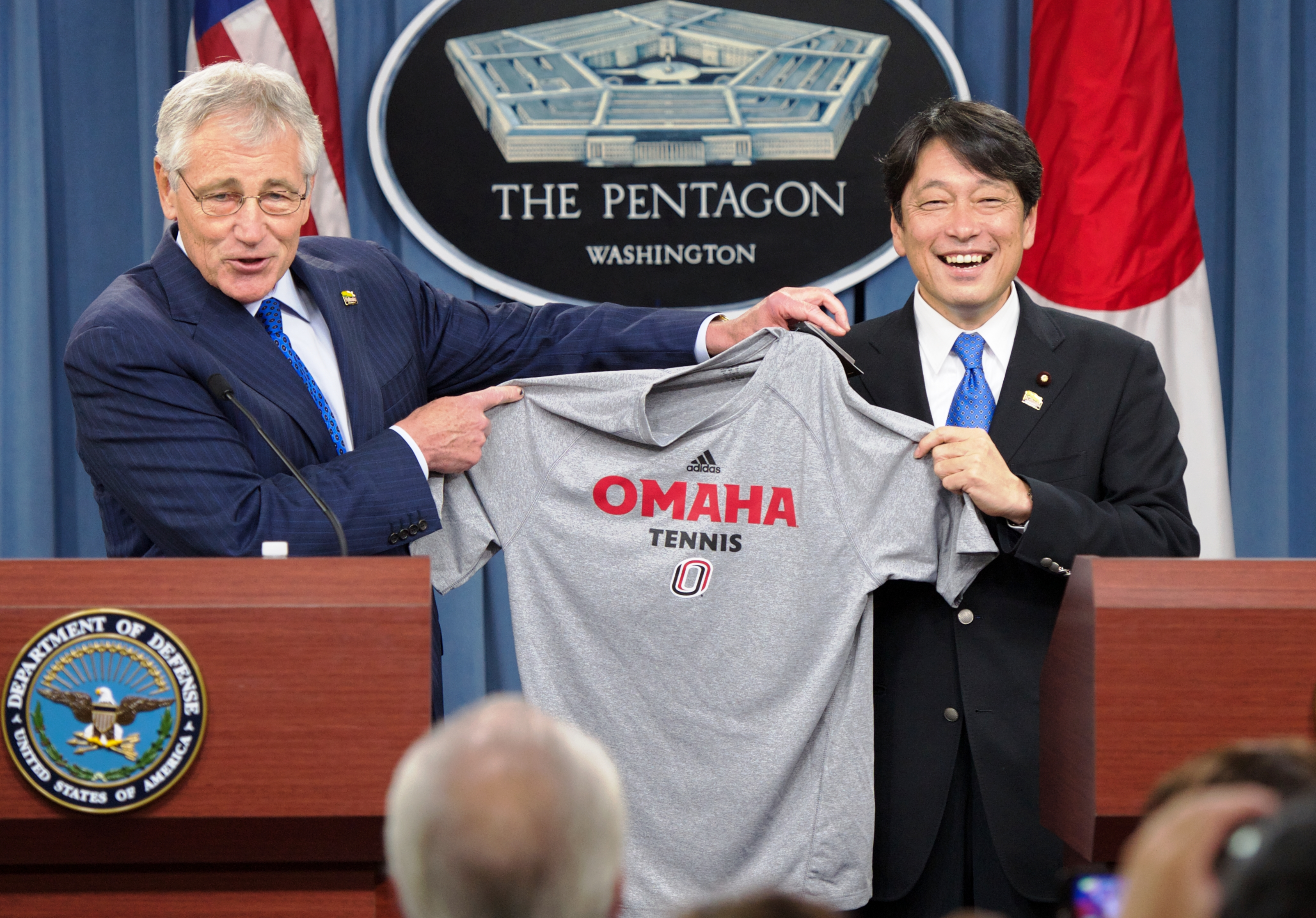
ヘーゲル国防長官と小野寺防衛大臣（2014年7月11日）
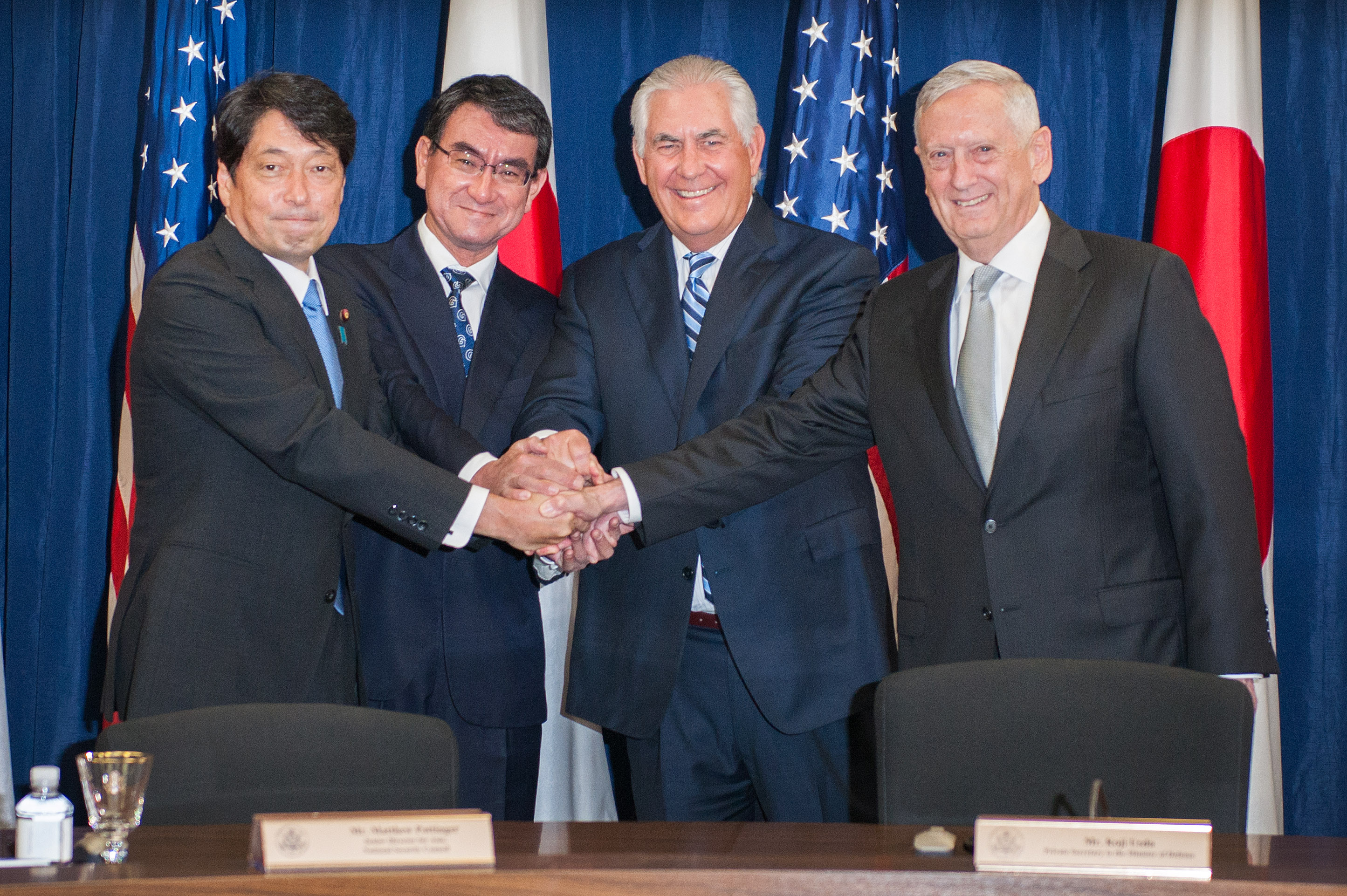
左から小野寺防衛大臣、河野太郎外相、米国のレックス・ティラーソン国務長官、ジェームズ・マティス国防長官、ワシントンDCで行われた日米安全保障協議委員会(日米2+2)で（2017年8月17日）

## 政策・主張
- 日本国憲法の改正、集団的自衛権の行使を禁じた内閣法制局の憲法解釈の見直しに賛成[22]。
- 女性宮家の創設に反対[22]。
- 日本の環太平洋戦略的経済連携協定（TPP）参加に反対[22]。
- 日本の核武装について「将来にわたって検討すべきでない」としている[22]。
- 選択的夫婦別姓制度の導入について「どちらともいえない」としている[23]。
- 2010年に発生した尖閣諸島中国漁船衝突事件に際し、あたかも日中間に領土問題が存在するかのような、グーグルマップにおける尖閣諸島・魚釣島の中国側呼称（釣魚群島、釣魚島）の併記について、Googleの日本法人を訪れ、中国側表記の削除を要求した[24]。
- 2013年11月26日、特定秘密保護法案の採決で賛成票を投じた。
- 2022年1月16日、フンガ・トンガの噴火に伴う津波被害について気象庁が警報発令の対応を切り替えた件に対し、「場当たり的」「東日本大震災時にも同様で被害を大きくしました」等と述べて非難している[25]。

## 選挙歴
| 当落 | 選挙                     | 執行日         | 年齢 | 選挙区      | 政党       | 得票数     | 得票率 | 定数 | 得票順位 /候補者数 | 政党内比例順位 /政党当選者数 |
| ---- | ------------------------ | -------------- | ---- | ----------- | ---------- | ---------- | ------ | ---- | ------------------ | ---------------------------- |
| 当   | 第41回衆議院議員補欠選挙 | 1997年12月14日 | 37   | 宮城県第6区 | 自由民主党 | 7万3881票  | 49.42% | 1    | 1/3                | /                            |
| 当   | 第43回衆議院議員総選挙   | 2003年11月09日 | 43   | 宮城県第6区 | 自由民主党 | 8万2750票  | 50.71% | 1    | 1/4                | /                            |
| 当   | 第44回衆議院議員総選挙   | 2005年09月11日 | 45   | 宮城県第6区 | 自由民主党 | 10万359票  | 63.53% | 1    | 1/3                | /                            |
| 当   | 第45回衆議院議員総選挙   | 2009年08月30日 | 49   | 宮城県第6区 | 自由民主党 | 10万832票  | 63.69% | 1    | 1/3                | /                            |
| 当   | 第46回衆議院議員総選挙   | 2012年12月16日 | 52   | 宮城県第6区 | 自由民主党 | 9万7405票  | 78.10% | 1    | 1/3                | /                            |
| 当   | 第47回衆議院議員総選挙   | 2014年12月14日 | 54   | 宮城県第6区 | 自由民主党 | 10万1223票 | 70.60% | 1    | 1/3                | /                            |
| 当   | 第48回衆議院議員総選挙   | 2017年10月22日 | 57   | 宮城県第6区 | 自由民主党 | 12万3871票 | 85.72% | 1    | 1/2                | /                            |
| 当   | 第49回衆議院議員総選挙   | 2021年10月31日 | 61   | 宮城県第6区 | 自由民主党 | 11万9555票 | 83.24% | 1    | 1/2                | /                            |
| 当   | 第50回衆議院議員総選挙   | 2024年10月27日 | 64   | 宮城県第5区 | 自由民主党 | 13万2361票 | 74.66% | 1    | 1/3                | /                            |

## 所属団体・議員連盟
- 自民党・公明党 政府が年末に改定する防衛計画の大綱（防衛大綱）を議論するワーキングチーム（略称:ＷＴ、座長）[13]
- 自民党たばこ議員連盟[26]
- 神道政治連盟国会議員懇談会[27]
- みんなで靖国神社に参拝する国会議員の会[27]
- 創生「日本」[27]
- 日本会議国会議員懇談会
- 速やかな政策実現を求める有志議員の会
- 北京オリンピックを支援する議員の会
- 対北朝鮮外交カードを考える会
- 自民党動物愛護管理推進議員連盟
- TPP交渉における国益を守り抜く会

## 著書
- 「一票の値段 ― 有権者の権利が危ない! 棄権しても政治のツケは払わされる ― 」三天書房、1996年2月、ISBN 4883460029

## 論文
- CiNii収録論文 国立情報学研究所